# 2014-es gyorsasági kajak-kenu Európa-bajnokság
A 2014-es gyorsasági kajak-kenu Európa-bajnokságot a németországi Brandenburg an der Havelben rendezték 2014. július 10. és július 13. között.

## A magyar csapat
A 2014-es magyar Eb-keret tagjai:
| férfiak  | férfiak                                              | férfiak    |
| -------- | ---------------------------------------------------- | ---------- |
| K-1 200  | Tótka Sándor                                         | 6.         |
| K-2 200  | Molnár Péter Bán Kristóf                             | 7.         |
| K-1 500  | Gál Péter                                            | 14. (B 5.) |
| K-2 500  | Tóth Dávid Kulifai Tamás                             | 5.         |
| K-2 1000 | Tóth Dávid Kulifai Tamás                             | 6.         |
| K-1 1000 | Kammerer Zoltán                                      | 12. (B 3.) |
| K-4 1000 | Szalai Tamás Schenk Áron Kucsera Gábor Kugler Attila | 4.         |
| K-1 5000 | Pauman Dániel                                        | 4.         |
| C-1 200  | Lantos Ádám                                          | 7.         |
| C-2 200  | Lantos Ádám Nagy Péter                               | 4.         |
| C-1 500  | Szabó Kristóf                                        | 7.         |
| C-2 500  | Vass András Varga Dávid                              | 11.        |
| C-1 1000 | Vajda Attila                                         | ezüst      |
| C-2 1000 | Vasbányai Henrik Mike Róbert                         | arany      |
| C-4 1000 | Kiss Tamás Vass András Varga Dávid Sarudi Pál        | ezüst      |
| C-1 5000 | Vajda Attila                                         | Kizárva    |

| nők      | nők                                                  | nők   |
| -------- | ---------------------------------------------------- | ----- |
| K-1 200  | Kozák Danuta                                         | arany |
| K-2 200  | Kárász Anna Vad Ninetta                              | ezüst |
| K-1 500  | Kozák Danuta                                         | arany |
| K-2 500  | Szabó Gabriella Csipes Tamara                        | arany |
| K-4 500  | Szabó Gabriella Kozák Danuta Kárász Anna Vad Ninetta | arany |
| K-1 1000 | Csipes Tamara                                        | arany |
| K-2 1000 | Medveczky Erika Sarudi Alíz                          | ezüst |
| K-1 5000 | Medveczky Erika                                      | arany |
| C-1 200  | Lakatos Zsanett                                      | ezüst |
| C-2 500  | Lakatos Zsanett Takács Kincső                        | arany |

## Eredmények

### Férfiak

#### Kajak
| Versenyszám | Arany                                                                | Arany    | Ezüst                                                                       | Ezüst    | Bronz                                                                          | Bronz    |
| ----------- | -------------------------------------------------------------------- | -------- | --------------------------------------------------------------------------- | -------- | ------------------------------------------------------------------------------ | -------- |
| K-1 200 m   | Marko Dragosavljević (Szerbia)                                       | 35,841   | Edward McKeever (Egyesült Királyság)                                        | 36,029   | Jurij Posztrigaj (Oroszország)                                                 | 36,050   |
| K-1 500 m   | Tom Liebscher (Németország)                                          | 1:40,447 | René Poulsen (Dánia)                                                        | 1:41,382 | Miroszlav Kircsev (Bulgária)                                                   | 1:42,155 |
| K-1 1000 m  | Aleh Jurenya (Fehéroroszország)                                      | 3:27,455 | René Poulsen (Dánia)                                                        | 3:28,711 | Max Hoff (Németország)                                                         | 3:30,388 |
| K-1 5000 m  | Max Hoff (Németország)                                               | 19:47,0  | René Poulsen (Dánia)                                                        | 19:48,89 | Fernando Pimenta (Portugália)                                                  | 19:54,71 |
| K-2 200 m   | Németország · Ronald Rauhe · Tom Liebscher                           | 31,797   | Oroszország · Jurij Posztrigaj · Alekszandr Gyjacsenko                      | 32,245   | Litvánia · Aurimas Lankas · Edvinas Ramanauskas                                | 32,527   |
| K-2 500 m   | Portugália · Emanuel Silva · João Ribeiro                            | 1:31,030 | Franciaország · Sébastien Jouve · Maxime Beaumont                           | 1:31,342 | Fehéroroszország · Raman Pjatrusenka · Vagyim Mahnyev                          |          |
| K-2 1000 m  | Németország · Max Rendschmidt · Marcus Gross                         | 3:06,792 | Franciaország · Arnaud Hybois · Étienne Hubert                              | 3:07,306 | Szlovákia · Vlček Erik · Tarr György                                           | 3:07,905 |
| K-4 1000 m  | Csehország · Daniel Havel · Josef Dostál · Lukáš Trefil · Jan Štěrba | 2:54,824 | Szlovákia · Marek Krajkovic · Matej Michálek · Gábor Jakubík · Viktor Demin | 2:55,179 | Portugália · Fernando Pimenta · Emanuel Silva · João Ribeiro · David Fernandes | 2:56,932 |

#### Kenu
| Versenyszám | Arany                                                                                                   | Arany    | Ezüst                                                              | Ezüst    | Bronz                                                                     | Bronz    |
| ----------- | --- | -------- | ------------------------------------------------------------------ | -------- | ------------------------------------------------------------------------- | -------- |
| C-1 200 m   | Alekszej Korovaskov (Oroszország)                                                                       | 42,440   | Alfonso Benavides (Spanyolország)                                  | 43,033   | Hélder Silva (Portugália)                                                 | 43,418   |
| C-1 500 m   | Martin Fuksa (Csehország)                                                                               | 1:50,443 | Sebastian Brendel (Németország)                                    | 1:50,591 | Dzjanyisz Garazsa (Fehéroroszország)                                      | 1:51,700 |
| C-1 1000 m  | Sebastian Brendel (Németország)                                                                         | 3:54,822 | Vajda Attila (Magyarország)                                        | 3:55,577 | Viktor Melantyjev (Oroszország)                                           | 3:57,676 |
| C-1 5000 m  | Sebastian Brendel (Németország)                                                                         | 21:48,82 | Eduard Semetilo (Ukrajna)                                          | 22:47.68 | Pavel Petrov (Oroszország)                                                | 22:53.95 |
| C-2 200 m   | Oroszország · Alekszej Korovaskov · Ivan Stil                                                           | 37,570   | Németország · Robert Nuck · Stefan Holtz                           | 38,450   | Románia · Liviu Alexandru Dumitrescu Lazar · Victor Mihalachi             | 39,124   |
| C-2 500 m   | Oroszország · Alekszej Korovaskov · Ivan Stil                                                           | 1:41,067 | Románia · Liviu Alexandru Dumitrescu Lazar · Victor Mihalachi      | 1:43,223 | Lengyelország · Tomasz Kaczor · Vincent Slominski                         | 1:43,974 |
| C-2 1000 m  | Magyarország · Vasbányai Henrik · Mike Róbert                                                           | 3:31,449 | Oroszország · Alekszej Korovaskov · Ilja Pervuhin                  | 3:32,788 | Csehország · Jaroslav Radoň · Filip Dvořák                                | 3:35,467 |
| C-4 1000 m  | Fehéroroszország · Dzmitrij Rabcsanka · Dzmitrij Vajciskin · Dzjanyisz Garazsa · Aljakszandr Vaucseckij | 3:17,912 | Magyarország · Kiss Tamás · Vass András · Varga Dávid · Sarudi Pál | 3:19,316 | Ukrajna · Denisz Kovalenko · Elnur Ahadov · Dmitro Jancsuk · Tarasz Misuk | 3:20,007 |

### Nők

#### Kajak
| Versenyszám | Arany                                                                     | Arany    | Ezüst                                                                                         | Ezüst    | Bronz                                                                                | Bronz    |
| ----------- | ------------------------------------------------------------------------- | -------- | --------------------------------------------------------------------------------------------- | -------- | ------------------------------------------------------------------------------------ | -------- |
| K-1 200 m   | Kozák Danuta (Magyarország)                                               | 43,103   | Jelena Terehova (Oroszország)                                                                 | 43,533   | Teresa Portela (Portugália)                                                          | 43,722   |
| K-1 500 m   | Kozák Danuta (Magyarország)                                               | 1:51,057 | Franciska Weber (Németország)                                                                 | 1:52,300 | Teresa Portela (Portugália)                                                          | 1:52,760 |
| K-1 1000 m  | Csipes Tamara (Magyarország)                                              | 3:56,643 | Sofia Paldanius (Svédország)                                                                  | 3:56,700 | Anasztaszija Hataranovsz (Oroszország)                                               | 3:58,292 |
| K-1 5000 m  | Medveczky Erika (Magyarország)                                            | 21:59,99 | Marina Litvincsuk (Fehéroroszország)                                                          | 22:06,44 | Faldum Bereniké (Bulgária)                                                           | 22:08,01 |
| K-2 200 m   | Fehéroroszország · Marharita Ciskevics · Marina Litvincsuk                | 38,208   | Magyarország · Kárász Anna · Vad Ninetta                                                      | 38,264   | Egyesült Királyság · Jessica Walker · Angela Hannah                                  | 38,289   |
| K-2 500 m   | Magyarország · Szabó Gabriella · Csipes Tamara                            | 1:43,897 | Lengyelország · Karolina Naja · Beata Mikołajczyk                                             | 1:44,464 | Szerbia · Nikolina Moldovan · Olivera Moldovan                                       | 1:44,565 |
| K-2 1000 m  | Fehéroroszország · Szofija Jurcsanka · Aljakszandra Hrisina               | 3:35,225 | Magyarország · Medveczky Erika · Sarudi Alíz                                                  | 3:37,363 | Németország · Sabrina Hering · Steffi Krigerstein                                    | 3:37,474 |
| K-4 500 m   | Magyarország · Szabó Gabriella · Kozák Danuta · Kárász Anna · Vad Ninetta | 1:30,847 | Lengyelország · Marta Walczykiewicz · Ewelina Wojnarowska · Karolina Naja · Beata Mikołajczyk | 1:31,926 | Oroszország · Jelena Anyiszina · Kira Sztyepanova · Vera Szobetova · Natalija Lobova | 1:32,366 |

#### Kenu
| Versenyszám | Arany                                          | Arany    | Ezüst                                                     | Ezüst    | Bronz                                                 | Bronz    |
| ----------- | ---------------------------------------------- | -------- | --------------------------------------------------------- | -------- | ----------------------------------------------------- | -------- |
| C-1 200 m   | Sztanilia Sztamenova (Bulgária)                | 48,702   | Lakatos Zsanett (Magyarország)                            | 50,030   | Irina Andrejeva (Oroszország)                         | 50,634   |
| C-2 500 m   | Magyarország · Lakatos Zsanett · Takács Kincső | 2:05,875 | Fehéroroszország · Darina Kasztcsjucsenka · Volha Klimava | 2:06,084 | Oroszország · Natalja Maraszanova · Oleszja Romasenko | 2:10,988 |

## Összesített éremtáblázat
| #  | Nemzet             | Arany | Ezüst | Bronz | Összesen |
| -- | ------------------ | ----- | ----- | ----- | -------- |
| 1  | Magyarország       | 8     | 5     | 0     | 13       |
| 2  | Németország        | 6     | 3     | 2     | 11       |
| 3  | Fehéroroszország   | 4     | 2     | 2     | 8        |
| 4  | Oroszország        | 3     | 3     | 7     | 13       |
| 5  | Csehország         | 2     | 0     | 1     | 3        |
| 6  | Portugália         | 1     | 0     | 5     | 6        |
| 7  | Bulgária           | 1     | 0     | 2     | 3        |
| 8  | Szerbia            | 1     | 0     | 1     | 2        |
| 9  | Dánia              | 0     | 3     | 0     | 3        |
| 10 | Lengyelország      | 0     | 2     | 1     | 3        |
| 11 | Franciaország      | 0     | 2     | 0     | 2        |
| 12 | Egyesült Királyság | 0     | 1     | 1     | 2        |
| 12 | Románia            | 0     | 1     | 1     | 2        |
| 12 | Ukrajna            | 0     | 1     | 1     | 2        |
| 12 | Szlovákia          | 0     | 1     | 1     | 2        |
| 16 | Spanyolország      | 0     | 1     | 0     | 1        |
| 16 | Svédország         | 0     | 1     | 0     | 1        |
| 18 | Litvánia           | 0     | 0     | 1     | 1        |